# Estación Desvío Kilómetro 234
Desvío KM 234 es una estación ferroviaria ubicada en el Partido de Nueve de Julio, provincia de Buenos Aires, Argentina.
Actualmente es utilizada como vivienda.

## Ubicación
La estación se ubica a 37 km al este de la ciudad de Nueve de Julio.

## Servicios
No presta servicios desde 1977.

## Historia
Fue inaugurada en 1911 por la Compañía General de Ferrocarriles en la Provincia de Buenos Aires.